# Lucy Sante
Lucy Sante (née en 1954 à Verviers, Belgique), antérieurement (c'est-à-dire avant sa transition de genre) Luc Sante, est une écrivaine, critique littéraire et essayiste américaine d’origine belge. Elle est l’enfant unique de parents émigrés aux États-Unis au début des années 1960. Son œuvre comprend des ouvrages et des essais consacrés à l’urbanisme et à l’histoire de la ville de New York (parmi lesquels son livre Low Life, paru en 1991, sur le petit peuple de Manhattan dans la deuxième moitié du XIXe siècle, connut un grand retentissement), un grand nombre d’articles de critique littéraire rédigés pour la New York Review of Books, des essais sur la photographie (dont elle enseigne actuellement l’histoire au Bard College, au nord de New York), et un certain nombre de traductions d’auteurs français d’avant-garde. En tant qu’éditrice, elle fut aussi la directrice d’une collection réunissant des récits et des mémoires d’anciens escrocs et malfaiteurs, la défunte Library of Larceny. On observe chez Sante, de façon générale, un certain penchant pour les individus et les phénomènes un peu en marge de la société new-yorkaise ou américaine, présente et passée : la culture underground et divers phénomènes de la sous-culture urbaine ; les laissés pour compte, les aigrefins, les immigrants ; les ambitions avortées, les divertissements bas de gamme, certaines formes de criminalité, etc.

## Biographie
Enfant unique de parents belges qui avaient décidé, à la suite de la faillite de l’entreprise où travaillait son père ― entreprise qui fabriquait des machines-outils pour les besoins de l’industrie lainière, qui avait été l’activité principale à Verviers, mais qui était alors en déclin ―, d’émigrer en Amérique, Lucy Sante arriva aux États-Unis en 1959, alors qu’elle avait 5 ans. Ses parents, s’adaptant d’abord difficilement à leur pays d’accueil, déémigrèrent (c'est-à-dire revinrent au pays d’origine) après neuf mois, mais retournèrent bientôt aux États-Unis. Dès lors, Lucy Sante fera toute sa scolarité dans ce pays : après l’enseignement primaire dans le New Jersey, elle fréquente le collège de jésuites Regis High School à Manhattan, puis l’Université Columbia, également sise à Manhattan. Tout au long de ces années, Sante s’attachera à se construire une identité résolument américaine, mais elle aura auparavant connu et vécu le statut d’immigrante.
Son diplôme universitaire acquis, elle trouve à s’employer dans une bouquinerie new-yorkaise pendant trois ans, puis chez un photographe spécialisé dans les portraits d’écrivains destinés à orner la jaquette des livres. Enfin, elle eut un emploi à la New York Review of Books, d’abord au service d’expédition, – où, raconte-t-elle, il lui arriva plus d'une fois de s'oublier à dérober des livres ou à en expédier à ses amis –, ensuite en tant qu’assistante éditoriale de Barbara Epstein. Après quelques mois, il lui prit de rédiger un billet, qu’elle soumit au comité de rédaction. Le billet fut accepté pour publication, et inaugura une longue série de critiques littéraires pour la Review, s’échelonnant sur plus de vingt ans. Elle écrivit par ailleurs des articles de littérature, de photographie, de cinéma, d’art plastique etc. pour nombre d’autres revues. Elle est écrivaine à plein temps depuis 1984.
Elle se vit décerner plusieurs récompenses : la Whiting Writer's Award en 1989, le Guggenheim Fellowship en 1992-93, la Literature Award de la American Academy of Arts and Letters en 1997, et un Grammy, celui du meilleur livret de disque (album notes), en 1998, Sante ayant été parmi les rédacteurs du livret accompagnant la réédition de 1997 de l’Anthology of American Folk Music.
Martin Scorsese fit appel à elle comme consultante historique pour son film Gangs of New York de 2002, dont elle mit au point un certain nombre de détails périphériques.
Quoique de parents belges francophones, ses pensées, depuis son adolescence, se font la plupart du temps en anglais, mais il lui advient encore, dit-elle, de penser ou de rêver en français, ou, souvent, de se saisir spontanément d’une tournure française lorsque l’équivalent en anglais lui paraît inapproprié ou se trouve manquer. Il arrive aussi que le wallon s’insinue dans son esprit de temps à autre.
Après avoir eu une relation très intense avec la ville de New York pendant 32 ans, de 1968 à 2000, soit parce qu’elle y venait régulièrement pour y poursuivre ses études, soit parce qu’elle y était domiciliée (trois ans dans le Lower East Side, mais aussi 14 ans dans l'Upper West Side), elle ne vit désormais plus dans cette ville, et réside à l’heure actuelle dans le comté d’Ulster, dans l’État de New York, et enseigne l’écriture et l’histoire de la photographie au collège Bard, à Annandale-on-Hudson, à une centaine de kilomètres au nord de New York.

## Ouvrages
Son œuvre comprend à ce jour, outre un grand nombre d’articles de revue, les ouvrages suivants :
- Low Life : Lures and Snares of Old New York (1991 ; litt.: Vie basse : leurres et pièges du vieux New York)
- Evidence (litt. Éléments de preuve, 1992),
- The Factory of Facts (litt.: la Fabrique des faits, 1998; traduit en français chez Actes Sud  sous le titre L'effet des faits)
- Walker Evans (1999).
- Kill All Your Darlings: Pieces 1990-2005 (litt. Tuez tous vos bien-aimés, 2007) : recueil d’articles de Lucy Sante parus dans le New York review of Books. Est à signaler à part : My Lost City (litt. Ma Ville perdue), important essai sur la ville, retenu pour figurer dans l’anthologie Best American Essays 2004.
- O. K. You Mugs: Writers on Movie Actors (1998) : ouvrage qu’elle coédita avec l’écrivain Melissa Holbrook Pierson.
- Novels in Three Lines, traduction de Nouvelles en trois lignes de Félix Fénéon (2007) : cf. infra.
- Folk Photography (2009)
- Take Me To The Water: Immersion Baptism In Vintage Music And Photography (2009)
- The Other Paris (2015)
- Beastie Revolution - Beastie Boys Book - Chapter 2 - Spiegel & Brau (2018)
- Maybe the People Would Be the Times (2020)
- Nineteen Reservoirs (2022)[1]

## Travail d’éditeur
Désireuse au départ de rééditer The Big Con (la Grosse Arnaque), le classique de David Maurer, Lucy Sante, après avoir réussi à convaincre la maison d’édition Broadway Books, fut l’initiatrice, puis l’éditrice générale, de la (maintenant défunte) Library Of Larceny, collection de livres brochés bon marché, dans laquelle fut publiée, durant sa courte existence, une série d’ouvrages classiques, tous en rapport avec le vol ou le délit d’abus de confiance, dont seule une minorité sont des œuvres d’imagination. Guidée par son intérêt pour les délits d’escroquerie sous toutes leurs formes, elle édita ainsi, entre autres : de Carlo Ponzi (inventeur de la chaîne de Ponzi), The Incredible True Story of the King of Financial Cons ; de Danny McGoorty (joueur de billard, spécialisé dans l’art d’inciter des joueurs moins adroits à jouer contre lui pour de l’argent), A Pool Room Hustler ; de Willie Sutton (cambrioleur de banques), Where the Money Was: The Memoirs of a Bank Robber ; de A. J. Liebling (journaliste du New Yorker et francophile), The Telephone Booth Indian, etc.

## Traductions
Bien que bilingue français-anglais depuis l’enfance ― même si l’anglais est désormais pour elle la langue première ―, elle ne vint à la traduction que sur le tard. Fort attirée par les auteurs français d’avant-garde du milieu du XIXe siècle au milieu du XXe siècle ― elle cite les noms de Baudelaire, Rimbaud, Lautréamont, Jarry, Apollinaire, Breton, Aragon (« avant qu’il ne devienne staliniste »), Desnos, Péret, Bataille, Leiris ―, elle entreprit d’abord de traduire un scénario de film (non réalisé) de Robert Desnos, puis donna, insatisfaite des traductions antérieures, une nouvelle version anglaise de le Cœur volé de Rimbaud. En 2007 parut de sa main la première traduction complète en langue anglaise des Nouvelles en trois lignes, de Fénéon, livre réputé intraduisible. D’autres traductions d’auteurs français sont en chantier : Léo Malet, Georges Darien, Jean-Paul Clébert, Maxime Vuillaume.

## Ville
Lucy Sante, assez mécontente des tendances urbanistiques actuelles à New York et dans d’autres grandes villes d’Occident, a noté ses réflexions à ce sujet dans un important essai intitulé My lost city, repris dans le recueil d’articles Kill All Your Darlings. Prenant comme cas d’étude le quartier du Bowery à Manhattan, elle analyse le phénomène de la gentrification, c'est-à-dire les grands projets de rénovation des centres-villes, et en dénonce les effets pervers : perte de mixité sociale, urbanisme sans caractère qui en résulte souvent, effacement de la mémoire des lieux à la suite des démolitions ou réhabilitations d’immeubles. La gentrification induit l’amnésie et aussi une certaine uniformisation. Parallèlement aux transformations urbanistiques, New York tend aussi, affirme Sante, à perdre cette mentalité propre et singulière qui jusque-là la distinguait du reste des États-Unis, et à s’aligner sur les autres villes américaines.

## Vie personnelle
Le 19 septembre 2021, Lucy Sante annonça sur son compte Instagram qu’elle suivait un traitement hormonal en vue de sa transition au sexe féminin, précisant qu’elle avait ressenti sa dysphorie de genre « depuis au moins l’âge de 11 ans, et probablement avant », mais qu’elle l’avait « refoulée et niée pendant des décennies », et invitant ses lecteurs à l’appeler désormais Lucy et à utiliser le pronom « elle » pour la désigner.